# Pro D2 2022-23
El campeonato de rugby a XV de Francia de segunda división de 2022-2023, más conocido como Pro D2 2022-2023 fue la 23.ª edición del campeonato francés de segunda categoría de rugby union. En este campeonato se enfrentaron dieciséis equipos de Francia. Los equipos compitieron por el ascenso al Top 14, intentado evitar el descenso a Nationale 1.

## Modo de disputa
El torneo se disputó en formato de todos contra todos en condición de local y de visitante en su fase regular.
Posteriormente se disputó la fase final en la que los primeros seis equipos clasificaran a ella, los ubicados entre el 3° y 6° puesto comenzaran en los cuartos de final, mientras que el 1° y 2° puesto clasificaran a las semifinales.
Los últimos dos equipos al finalizar el torneo descendieron directamente a la Nationale 1.

## Equipos participantes
| Equipo           | Ciudad          | Estadio                  | Capacidad |
| ---------------- | --------------- | ------------------------ | --------- |
| Grenoble         | Grenoble        | Stade des Alpes          | 20 068    |
| Oyonnax          | Oyonnax         | Stade Charles-Mathon     | 11 150    |
| Massy            | Massy           | Stade Jules-Ladoumègue   | 4 500     |
| Colomiers        | Colomiers       | Stade Michel Bendichou   | 6 950     |
| Provence         | Aix-en-Provence | Stade Maurice David      | 8 727     |
| Soyaux Angoulême | Angoulême       | Stade Chanzy             | 8 000     |
| Montauban        | Montauban       | Stade Sapiac             | 9 200     |
| Béziers          | Béziers         | Stade Raoul-Barrière     | 18 755    |
| Carcassonne      | Carcasona       | Stade Albert Domec       | 10 000    |
| Biarritz         | Biarritz        | Parc des Sports Aguiléra | 13 341    |
| Nevers           | Nevers          | Stade du Pré Fleuri      | 7 356     |
| Rouen            | Rouen           | Stade Robert Diochon     | 8 372     |
| Stade Montois    | Mont-de-Marsan  | Stade Guy Boniface       | 12 212    |
| Agen             | Agen            | Stade Armandie           | 14 100    |
| Aurillac         | Aurillac        | Stade Jean Alric         | 7 946     |
| Vannes           | Vannes          | Stade de la Rabine       | 11 865    |

## Clasificación
| Pos. | Equipo           | Encuentros | Encuentros | Encuentros | Encuentros | Tantos | Tantos | Tantos | Puntos |
| Pos. | Equipo           | PJ         | PG         | PE         | PP         | F      | C      | Dif    | Puntos |
| ---- | ---------------- | ---------- | ---------- | ---------- | ---------- | ------ | ------ | ------ | ------ |
| 1    | Oyonnax          | 30         | 23         | 1          | 6          | 904    | 457    | +447   | 111    |
| 2    | Grenoble         | 30         | 19         | 3          | 8          | 672    | 588    | +84    | 87     |
| 3    | Stade Montois    | 30         | 19         | 0          | 11         | 764    | 649    | +115   | 86     |
| 4    | Nevers           | 30         | 17         | 3          | 10         | 718    | 551    | +167   | 85     |
| 5    | Vannes           | 30         | 17         | 1          | 12         | 718    | 633    | +85    | 81     |
| 6    | Agen             | 30         | 15         | 1          | 14         | 653    | 583    | +70    | 77     |
| 7    | Colomiers        | 30         | 15         | 0          | 15         | 674    | 678    | -4     | 70     |
| 8    | Provence         | 30         | 13         | 4          | 13         | 652    | 638    | +14    | 69     |
| 9    | Béziers          | 30         | 13         | 1          | 16         | 700    | 716    | -16    | 65     |
| 10   | Aurillac         | 30         | 15         | 0          | 15         | 586    | 706    | -120   | 65     |
| 11   | Biarritz         | 30         | 12         | 2          | 16         | 690    | 699    | –9     | 60     |
| 12   | Rouen            | 30         | 12         | 2          | 16         | 594    | 767    | –173   | 58     |
| 13   | Montauban        | 30         | 12         | 1          | 17         | 678    | 784    | -106   | 54     |
| 14   | Soyaux Angoulême | 30         | 11         | 0          | 19         | 569    | 697    | –128   | 52     |
| 15   | Carcassonne      | 30         | 10         | 1          | 19         | 553    | 677    | –124   | 52     |
| 16   | Massy            | 30         | 7          | 0          | 23         | 499    | 801    | –302   | 33     |

Nota: Se otorgan 4 puntos al equipo que gane un partido, 2 al que empate y 0 al que pierda
Puntos Bonus: 1 punto por convertir 4 tries o más en un partido y 1 al equipo que pierda por no más de 7 tantos de diferencia
|  | Clasificados directamente a semifinales por el ascenso al Top 14 2023-24. |
|  | Clasificados para la reclasificación por el ascenso al Top 14 2023-24.    |
|  | Descenso a ProD3                                                          |

## Fase Final

### Cuartos de final
| 11 de mayo de 2023 | Nevers | 17 - 20 | Vannes |  |  |

| 12 de mayo de 2023 | Stade Montois | 37 - 24 | Agen |  |  |

### Semifinal
| 20 de mayo de 2023 | Oyonnax | 26 - 21 | Vannes |  |  |

| 20 de mayo de 2023 | Grenoble | 36 - 27 | Stade Montois |  |  |

### Final
| 27 de mayo de 2023 | Oyonnax | 14 - 3 | Grenoble |  |  |

| Bandera de Francia |
| Campeón Oyonnax    |
| Tercer título      |